# Región de Salud de Calgary
La Región de Salud de Calgary (en inglés Calgary Health Region) es el órgano que regula los servicios sanitarios en un área de la provincia canadiense de Alberta cuyo centro es la ciudad de Calgary. Esta área comprende las comunidades de:
- Airdrie
- Banff
- Black Diamond
- Canmore
- Carmangay
- Claresholm
- Didsbury
- High River
- Nanton
- Okotoks
- Strathmore
- Vulcan

La región forma parte de la Planetree Aliance, una asociación sin ánimo de lucro de instituciones de asistencia sanitaria, establecida para promover que los pacientes se sientan menos intimidados y más cómodos con la asistencia médica que reciben.